# Wyspa przygód
Wyspa przygód (ang. Ship to Shore, 1993–1996) – australijski serial fabularny emitowany dawniej na kanale MiniMax w bloku Maxistrefa.

## Opis fabuły
Na wyspie u wybrzeży Australii mieszkają pogodni ludzie, którym współczesna rzeczywistość nie za bardzo odpowiada. Dla kolonii składającej się z dwudziestu rodzin to miejsce wydaje się więc rajem, pozornie z dala od cywilizacji, mogą robić co im się podoba. Rodzice raczej okazjonalnie interesują się swymi dziećmi, na co te oczywiście z ochotą przystają. Po jakimś czasie okazuje się, że dzieci założyły kompanię, jednocząc się przeciwko szefowi ochrony. Sympatyczny Hermes Endakis, który widzi co się święci, postanawia nie poddać się nastolatkom.

## Obsada
- Clinton Voss – Kelvin Crump
- Jodi Herbert – Julie
- Heath Miller – Ralph Knowles
- Cleonie Morgan-Wootton – Babe
- Ewen Leslie – Guido
- Ronald Underwood – Billy Miller
- Kimberley Stark – Geraldine Crump
- Christie Pitts – Sally
- Francoise Sas – Amy Docherty
- Louise Love – Louella Docherty
- Rob Hackney – Gavin Carney
- Greg Carroll – Hermes Endakis
- Brien Fitzsimmons – Charlie Puckrin
- Joshua Crane – Peter Puckrin
- Monica Main – Madeleine Mabbs
- Jemma Thomson – Krystal Mabbs
- Adam Briggs – Milan Radich
- Heath Bergersen – Aaron
- Korey Fernando – Johnny
- Benjamin Chow – Garth Leong
- April Locke – Sandy Leong